# Partido Progresista Liberal
El Partido Progresista Liberal (PPL) fue un partido político de centroderecha, fundado en 1976 y dirigido por Juan García de Madariaga y Jaime Santafé Mira.
El 18 de abril de 1977 el partido decidió presentarse en las elecciones generales españolas dentro de la coalición Unión de Centro Democrático, sin embargo el 30 de septiembre de ese mismo año se separó de dicha agrupación. Posteriormente, el 15 de diciembre de 1977 pasó a formar parte de la Federación Liberal que también integraban el Partido Liberal Independiente, el Partido Liberal, el Partido Demócrata Gallego, y el Partido Popular de Cataluña.
En abril de 1978 se fusionó junto a otros partidos liberales en la Acción Ciudadana Liberal, encabezada por José María de Areilza.